# Врачани
Врача̀ни са жителите на град Враца, България. Това е списък на най-известните от тях.

## Родени във Враца
- Александър Илиев (1879 – 1901), български революционер
- Александър Дърводелски – Мечето (1883 – 1968), български революционер от ВМОРО
- Андрей Николов (1878 – 1959), скулптор
- Анастас Йованович (1817 – 1899), график и фотограф
- Борис Йоцов (1894 – 1945), филолог и политик
- Борис Солтарийски (р. 1982), певец
- Васил Кънчов (1862 – 1902), учен и политик
- Валентин Станчев (р. 1968), футболист
- Вероника Лазарова (р. 1979), журналист
- Георги Матеев (DJ Balthazar) (1977), музикант и диджей
- Георги Тишков (1946 – 2008), скулптор
- Димитраки Хаджитошев (1780 – 1827), възрожденски общественик
- Димитър Врачанеца, деец на ВМОРО[1]
- Димитър Савов (1887 – 1951), предприемач
- Екстра Нина (р. 1963), фолк-певица
- Иван Балабанов (1887 – 1970), предприемач
- Иван Велчев (р. 1986), актьор
- Иван Остриков (1929 – 1980), писател
- Ивайло Младенов (р. 1973), спортист и европейски шампион
- Илия Беширов (1936 – 2007), скулптор
- Мистер Сенко (1905 – 1987), илюзионист
- Мито Орозов (1859 – 1923), индустриалец
- Мадлен Алгафари (р. 1967), психотерапевт
- Мартин Петров (р. 1979), футболист
- Красимир Радков (р. 1971), актьор
- Козма Тричков (1808 – 1867), търговец, общественик и дарител
- Константин Партов (1893 – 1945), политик
- Косто Георгиев (1876 - ?), революционер
- Кръстьо Българията (1874 – 1913), революционер
- Людмил Младенов (Цвекето) (1932 – 2008), живописец и поет
- Людмил Кирков (1933 – 1995), режисьор
- Манчо Ковачев (1916 – 1989), доктор и физик
- Нарцис Торбов (р. 1963), учен и археолог
- Неда Спасова (р. 1992), актриса
- Нина Николина (р. 1975), поп-певица
- Пенчо Георгиев (1900 – 1940), художник
- Пенчо Костурков (1899 – 1989), политик
- Първолета Кръстева (р. 1967), художник – дизайнер
- Румяна Попова, журналист и кореспондент
- Тодор Рачински (1929 – 1980), учен
- Тошо Иванов Гачев, български революционер, фелдфебел от Българската армия, деец на ВМОРО, убит в боя при Клисурска Яворница[2]
- Христо Йорданов (1861 – ?), общественик, химик и стопански деец
- Цветан Йончев (р. 1956), футболист
- Цветелина Максимова (р. 1966), живописец и иконописец
- Цвятко Бобошевски (1884 – 1952), виден държавник
- Цено Тодоров (1877 – 1953), художник

## Починали във Враца
- Илия Вълов (1961 – 2024), футболист

## Други личности, свързани с Враца
- Агапий Врачански (? - 1849), врачански епископ от 1833 до 1849
- Бойко Краев (р. 1962), футболист
- Емил Маринов (1961 – 2019), футболист и треньор
- Кръстьо Пастухов (1874 – 1949), политик, адвокат в града през 1898 – 1923
- Елисавета Багряна (1893 – 1991), учител в СОУ „Христо Ботев“ през 1915 – 1919
- Иван Славейков (1853 – 1901), просветен деец, учител в града през 1872 – 1875 и 1887 – 1888
- Софроний Врачански (1739 – 1813), духовник, живее в града през 1794 – 1797
- Петко Р. Славейков (1827 – 1895), учител в СОУ „Христо Ботев“, средата на 19 век
- Христо Ясенов (1889 – 1925), поет, завършва гимназия през 1907
- Васил Аврамов (1863 – 1946), юрист, председател на Окръжния съд към 1903
- Владимир Данкин (1927 – 2001), писател и журналист
- Радослав Тричков (1899 – 1996), журналист и есперантист
- Илия Беширов (1936 – 2007), български художник
- Христо Диновски (р. 1932), виден учител по химия от училище „Христо Ботев“
- Владимир Димитров Григоров (1945 – 2000), композитор и музикант